# Léon Lefèvre
Léon (of Leon) Lefèvre (Schaarbeek, 5 juli 1890 – Neuengamme, 15 januari 1945) was een Belgisch mijnwerker die zich opwerkte tot syndicalist en politicus: hij was het eerste socialistische gemeenteraadslid van Zottegem.
In de Tweede Wereldoorlog weigerde hij met de nazi's te collaboreren. Onder dreiging van de naderende geallieerden werd hij door de Gestapo als gijzelaar opgepakt en gedeporteerd. Hij is omgekomen in het concentratiekamp van Neuengamme. Postuum werd hem het statuut Politieke Gevangene toegekend.

## Levensloop
Lefèvre was sinds zijn veertiende mijnwerker. Hij vocht mee in de Eerste Wereldoorlog en overleefde het als tweevoudig oorlogsgewonde. Na de oorlog werd hij syndicalist en vrijwillig medewerker van het socialistisch ziekenfonds. In 1932 werd hij vakbondssecretaris. Hij en zijn vrouw Helene de Loor (†1978) stonden aan de basis van het socialisme in Zottegem. Hij was er van 1926 tot 1940 het eerste en jarenlang enige socialistisch gemeenteraadslid.
Toen de Tweede Wereldoorlog uitbrak, weigerde hij samen te werken met de collaborerende vakbond Unie van Hand- en Geestesarbeiders, waardoor hij zijn werk verloor. Hij kon echter aan de slag als bediende bij het Zottegemse COO, de voorloper van het OCMW.
Toen tegen het einde van de oorlog de geallieerden naderden, werd Lefèvre op 15 augustus 1944 tijdens een razzia in Zottegem tezamen met een dertiental anderen door de Gestapo aangehouden. Hij werd opgesloten in respectievelijk het stadhuis van Zottegem en de Nieuwewandeling in Gent alvorens met zijn medegijzelaars gedeporteerd te worden naar een gevangenenkamp. Lefèvre is uiteindelijk op 15 januari 1945 omgekomen in het concentratiekamp van Neuengamme.

## Erkenningen

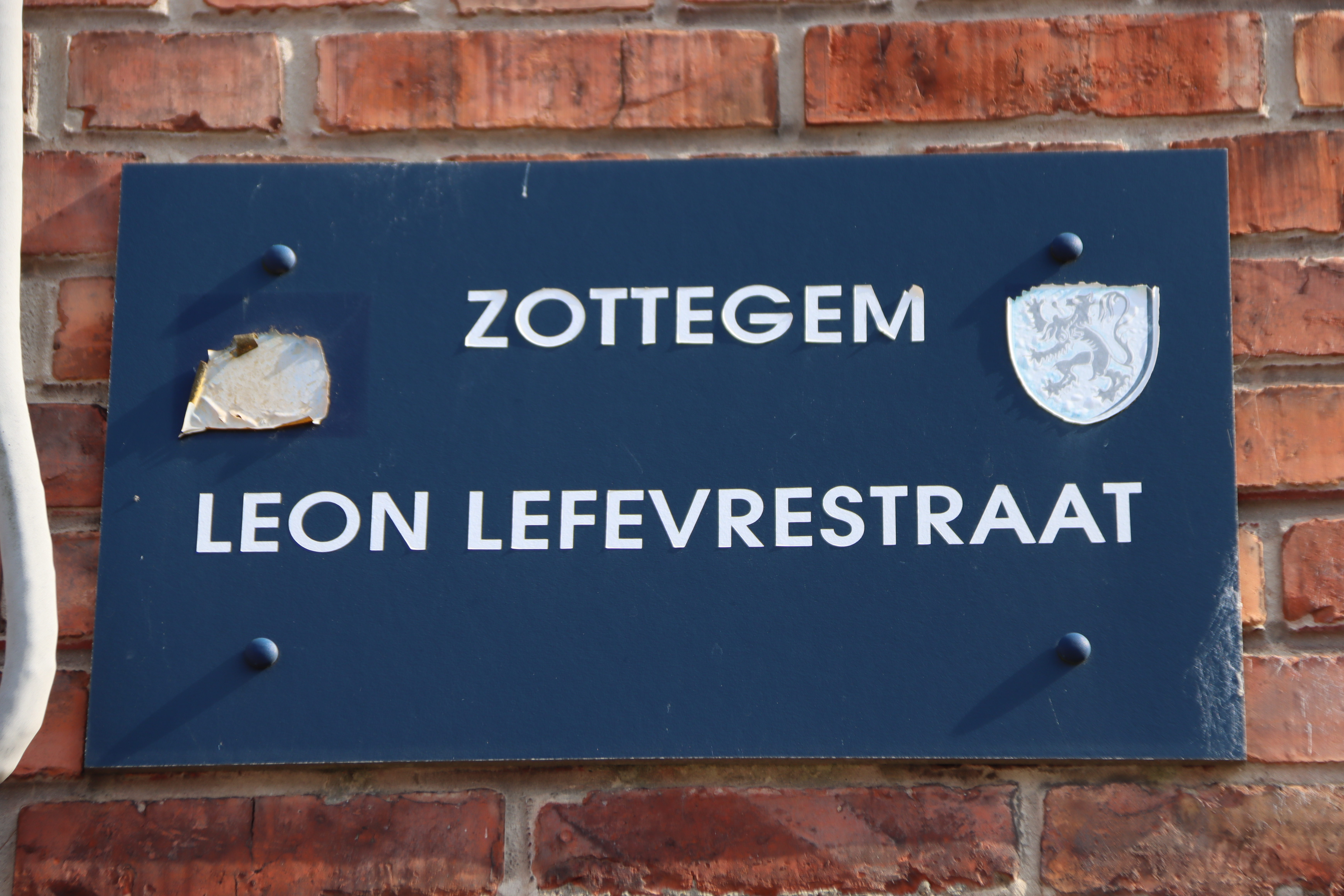
Straatnaambord

Spoedig nadat het Zottegemse gemeentebestuur op de hoogte gebracht was van Lefèvres dood werd besloten de toenmalige Villiciusstraat waar hij woonde om te dopen tot Léon Lefèvrestraat, "gezien het overlijden in concentratiekamp van Duitschland van den Heer Lefèvre Leon titelvoerend gemeenteraadslid en dat ten voordeele van het vaderland als politiek gevangene". Op 22 november 1946 werd de Lefèvrestraat ingehuldigd, samen met de straat voor Firmin Bogaert, een andere Zottegemse oorlogsheld.

De socialistische beweging plaatste een gedenkplaat op de gevel van Lefèvres woning. De tekst leest als volgt:
Hier verbleef / 1890 Léon Lefevre 1945 / 1e socialistische gemeenteraadslid / 1926-1945 / doodgemarteld in het koncentratiekamp / van / Neuegamme / .Vanwege zijn partijgenooten.
Léon Lefèvre staat voorts vermeld op het Oorlogsmonument Politiek Gevangenenplein.
Op de oude begraafplaats te Zottegem aan de Groenstraat heeft het ereperk een eremuur voor de slachtoffers van de Tweede Wereldoorlog. Van de twaalf grafplaatsen aldaar staan er vier leeg, waaronder die voor Lefèvre, want zijn overblijfselen werden niet gerepatrieerd of teruggevonden.